# Évora Eagles
Gli Évora Eagles sono una squadra di football americano, di Évora, in Portogallo, fondata nel 2012 col nome di Évora Longhorns; nel 2016 hanno assunto il nuovo nome.

## Dettaglio stagioni

### Tornei nazionali

#### Campionato

##### LPFA
| Stagione | regular season | regular season | regular season | regular season | regular season | regular season | playoff | playoff | playoff | playoff | playoff | playoff   | playoff    |
|          | Vin            | Par            | Per            | Tot            | PF             | PS             | Vin     | Per     | Tot     | PF      | PS      | risultato | avversaria |
| -------- | -------------- | -------------- | -------------- | -------------- | -------------- | -------------- | ------- | ------- | ------- | ------- | ------- | --------- | ---------- |
| 2017-18  | 0              | 0              | 10             | 10             | 3              | 691            | -       | -       | -       | -       | -       | -         | -          |
| Totale   | 0              | 0              | 10             | 10             | 3              | 691            | -       | -       | -       | -       | -       |           |            |

Fonti: Sito APFA- A cura di Roberto Mezzetti;

##### CNFA
| Stagione | regular season | regular season | regular season | regular season | regular season | regular season | playoff | playoff | playoff | playoff | playoff | playoff   | playoff             |
|          | Vin            | Par            | Per            | Tot            | PF             | PS             | Vin     | Per     | Tot     | PF      | PS      | risultato | avversaria          |
| -------- | -------------- | -------------- | -------------- | -------------- | -------------- | -------------- | ------- | ------- | ------- | ------- | ------- | --------- | ------------------- |
| 2019     | 0              | 0              | 4              | 4              | 40             | 132            | 0       | 1       | 1       | 0       | 45      | Finale    | Lisboa Navigators B |
| Totale   | 0              | 0              | 4              | 4              | 40             | 132            | 0       | 1       | 1       | 0       | 45      |           |                     |

Fonti: Enciclopedia del Football - A cura di Roberto Mezzetti; Sito APFA